# Georges Patou
Georges Patou, fou un ciclista amateur belga, que es va especialitzar en la pista. Va guanyar una medalla de bronze al Campionat del món de Mig fons de 1909, darrere del britànic Leon Meredith i el francès Maurice Cuzin.